# 華豐橡膠
華豐橡膠工業股份有限公司（英語：Hwa Fong Rubber Ind. Co., Ltd.、縮寫：HFR）為臺灣的輪胎製造商，成立於1959年5月27日，主要產品為自行車內外胎、摩托車內外胎、ATV輪胎、農工業用車輪胎、卡車客車內外胎，以及轎車、輕型卡車、拖車（trailer）用的輻射層輪胎。該公司與日本住友橡膠自1979年起簽訂技術合作合約，擁有密切的合作關係。其品牌有「DURO」（主要為美國市場）、「Hwa Fong」、「QUICK（快客）」、「COLUMBIA」（主要為美國市場）等；若以年度銷售額計算，2014年該公司在全世界排行第63名。

## 旗下關係企業
- 臺灣：
  - 總公司
  - 大村廠
  - 花壇廠
  - 外銷部
- 中國：
  - 常熟廠（華豐橡膠〔中國〕有限公司）
  - 蘇州廠（華豐橡膠〔蘇州〕有限公司）
- 美國：
  - 華豐橡膠（美國）有限公司
- 泰國：
  - 華豐橡膠（泰國）大眾股份有限公司
- 香港：
  - 華豐橡膠（香港）有限公司
- 新加坡：
  - 華豐橡膠（新加坡）控股有限公司
  - 華豐（維京）控股股份有限公司

## 公司沿革
- 1945年：顏見得、張湖、楊金豹等人集資於臺灣彰化縣員林鎮創立華豐橡膠工廠，開始生產自行車內胎。
- 1959年：改組成立華豐工業股份有限公司，推選張湖為首任董事長。
- 1962年：楊金豹退出股東，另行成立建大橡膠。
- 1970年：變更名稱為華豐橡膠工業股份有限公司。
- 1974年：由員林鎮遷移至大村鄉，並開始生產工業用、農業用及輕型卡車用內外胎，取得美國運輸部DOT認證合格。
- 1975年：張清元擔任董事長。
- 1978年：取得CNS正字標誌認證合格。
- 1979年：與日本住友工業株式會社簽訂技術合作契約。
- 1984年：設立花壇廠。
- 1987年：創立華豐橡膠（泰國）有限公司。
- 1989年：取得日本工業規格（JIS）認證合格。
- 1992年：設立華豐橡膠（香港）有限公司與華豐橡膠（美國）有限公司。
- 1993年：取得歐洲ECE認證合格，設立華豐橡膠（中國）有限公司。
- 1994年：榮獲經濟部商品檢驗局ISO-9001認可登錄，並獲中華民國對外貿易發展協會頒發臺灣精品標誌。
- 1997年：顏明善（顏見得之子）當選董事長、張瀛洲（張清元之子）出任總經理。
- 1998年：股票上櫃掛牌。
- 1999年：取得ISO-14001認證合格。
- 2000年：華豐橡膠（美國）有限公司增設輪圈廠，股票上市掛牌。
- 2003年：張瀛洲當選董事長、賴洸洋擔任總經理。設立「華豐橡膠（蘇州）有限公司」，華豐橡膠（泰國）大眾股份有限公司股票上市掛牌，卡客車輪胎取得CNS認證合格。
- 2004年：全鋼絲胎與輻射層輪胎導入量產。該公司是臺灣股票上市的輪胎製造商中，最晚進入研發製造輻射層輪胎領域的。
- 2006年：轎車用輻射層輪胎取得中國強制認證CCC合格，大客車及貨車用輻射層輪胎取得商品檢驗登錄合格，小型卡車用輻射層輪胎取得CNS認證合格。
- 2007年：華豐橡膠（蘇州）有限公司製造之輻射層輪胎開始銷售。同年11月前董事長顏明善、現任董事長張瀛洲等董監事因涉嫌炒股，遭到檢方起訴[5]。
- 2011年：顧問張滔涉嫌掏空該公司資金，以炒作另一家眾星公司的股票，臺北地檢署依違反證券交易法、稅捐稽徵法等罪嫌起訴張滔，具體求刑10年、併科罰金新台幣5千萬元[6]。
- 2012年：6月21日與德國馬牌輪胎簽約，成為該品牌在臺灣地區的機車胎授權代理商[7]。*
- 2013年：蘇明芬當選董事長、黃勇義出任總經理，陳泰總經理榮調大中華區總經理。
- 2014年：蘇明芬當選董事長，黃勇義續任總經理。
- 2015年：沈國榮當選副董事長。
- 2016年：董事長特別助理陳靖塘新任本公司執行長，並聘任日籍顧問奧正博為技術總監。
- 2018年：廖陳宣有當選新任董事長，總經理黃勇義與副總經理郭枝芬遭解任，由曾擔任華豐董事長的現任董事顏明善接任。

## 外部連結
- 華豐橡膠工業股份有限公司官方網站 （页面存档备份，存于）（繁體中文）（简体中文）（日語）（英文）（泰文）
- Duro Tires官方網站 （页面存档备份，存于）（繁體中文）（英文）（泰文）